# Ткачёв, Фёдор Васильевич
Фёдор Васильевич Ткачёв (27 июня 1956 — 26 мая 2021) — русский учёный, физик-теоретик. Доктор физико-математических наук (2003), ведущий научный сотрудник Отдела теоретической физики ИЯИ РАН.

## Научная деятельность
Основные достижения относятся к области теоретической физики. Фёдором Ткачёвым была построена корректная схема операторного разложения для моделей с безмассовыми частицами в квантовой хромодинамике. Устранено расхождение теории и эксперимента в распадах b-мезонов. Была доказана кварк-адронная дуальность в калориметрических измерениях. Решена проблема оптимального определения адронных струй.
Решена проблема корректного учёта априорной информации при построении доверительных интервалов — фундаментальная для противостояния частотного и «байесовского» подходов в математической статистике. Был разработан метод квазиоптимальных весов для задач параметрического оценивания.
Фёдор Васильевич внёс большой вклад в развитие формализма обобщённых функций. Им был открыт IBP-метод для аналитического вычисления многомерных фейнмановских интегралов. Создана теория асимптотической операции. Впервые вычислен аналитически нетривиальный двухпетлевой безмассовый фейнмановский интеграл. Вычислено полное сечение рассеяния аннигиляции электрон-позитронной пары в адроны в квантовой хромодинамике в приближении NNL (три унитарных петли). Произведён 5-петлевой расчёт аномальной размерности поля в скалярной модели. Произведены расчёты высших поправок к правилам сумм глубоко-неупругого рассеяния. Вычислены поправки к распаду b-кварка (4 унитарные петли).
Учёным разработаны современные методы математической статистики и программное обеспечение, с помощью которых было получено лучшее в мире ограничение на массу нейтрино на уникальной установке «Троицк ню-масс» ИЯИ РАН.

## Проект «Информатика-21»
Опыт, полученный при разработке научного софта для решения прорывных задач квантовой теории поля, Федор Васильевич Ткачев использовал при создании международного образовательного проекта «Информатика-21». Суть проекта в систематическом подходе к преподаванию информатики. За основу проекта взят язык Оберон/Компонентный Паскаль и принципы, разрабатываемые Никлаусом Виртом. При поддержке координаторов проекта были организованы визиты и выступления Никлауса Вирта в России.

## Публикации
- Ткачев Ф. В. Решение проблемы оптимального определения адронных струй // ЭЧАЯ. — 2002. — Т. 33, вып. 5. — С. 1176—1203.
- Ткачев Ф. В. О связи между методами моментов и максимального правдоподобия // Письма в ЭЧАЯ. — 2002. — Т. 111, вып. 2. — С. 28—35.
- Ткачев Ф. В. Новые методы исследования радиационных поправок. Теория асимптотической операции // ЭЧАЯ. — 1994. — Т. 25, вып. 3. — С. 649—695.